# Vanessa Henke
Vanessa Henke (15 de janeiro de 1981) é uma ex-tenista alemã.